# Let's Get Loud (bài hát của Jennifer Lopez)
"Let's Get Loud" (tạm dịch: "Sôi động Lên nào") là một ca khúc được trình bày bởi nữ ca sĩ người Mỹ Jennifer Lopez, trích từ album đầu tay của cô, On the 6 (1999), được viết bởi Gloria Estefan, Kike Santander, và được sản xuất bởi Emilio Estefan, Jr., Santander. Ca khúc được phát hành vào tháng 6 năm 2000 và là đĩa đơn thứ năm - đĩa đơn cuối cùng nằm trong album của cô. Đĩa đơn không giành được vị trí nào trên bảng xếp hạng Billboard Hot 100, nhưng lại leo lên vị trí #39 trên bảng Hot Dance Club Play và gặt hái nhiều thành công toàn thế giới. Ca khúc này đã giúp Lopez nhận thêm một đề cử Giải Grammy với hạng mục Thu Âm Dance xuất sắc nhất vào năm 2000.
Video của ca khúc được đạo diễn bởi Jeffrey Doe và được quay khi Lopez đang trình diễn trực tiếp tại giải FIFA Women's World Cup năm 1999, tổ chức ở Rose Bowl, Pasadena, California.
Bài hát được viết bởi Gloria Estefan, nhưng vì quá giống với những ca khúc trước của Lopez nên cô đã quyết định phối ca khúc theo hướng vui tươi và khác biệt hơn.

## Được trình diễn lại và sự xuất hiện truyền thông
- Ca khúc được trình diễn lại bởi ca sĩ-nhạc sĩ Taylor Horn trong album đầu tay năm 2002 mang tên taylor-made, khi chỉ 9 tuổi.
- Ca khúc sau đó được trình diễn lại bởi Gloria Estefan vào năm 2008 trong tour lưu diễn 90 Millas World Tour.
- Nhóm nhạc Đức The Baseballs đã hát lại ca khúc với thể loại rock trong album đầu tay Strike! vào 2009.
- Vào năm 2010, nghệ sĩ Scotland John Barrowman đã hát lại "Let's Get Loud" cho tập công chiếu mùa hai của chương trình truyền hình đài BBC One, Tonight's the Night.
- Ca khúc đồng thời còn nằm trong tập phim "Spies Reminiscent of Us" nằm trong mùa 8 của chương trình Family Guy.

## Danh sách ca khúc
Đĩa CD của Anh
1. "Let's Get Loud" (Bản của Album) – 3:58
2. "Let's Get Loud" (Kung Pow Radio Mix) – 3:56

Đĩa CD Maxi của Anh
1. "Let's Get Loud" (Bản của Album) – 3:58
2. "Let's Get Loud" (Kung Pow Radio Mix) – 3:57
3. "Let's Get Loud" (Castle Hill Club Mix) – 8:08
4. "Let's Get Loud" (Matt & Vito's Live Your Life Radio Edit) – 4:11

Đĩa CD của Anh
1. "Let's Get Loud" – 3:58
2. "Let's Get Loud" (Kung Pow Radio Mix) – 3:57
3. "Let's Get Loud" (Castle Hill Club Mix) – 8:08
4. "Let's Get Loud" (D.MD Strong Club) – 10:32
5. "Let's Get Loud" (Matt & Vito's Live Your Life Club Mix) – 11:19

Đĩa 12-inch của Mỹ
A1. "Let's Get Loud" (D.MD Strong Club) – 10:32
A2. "Let's Get Loud" (Matt & Vito's Live Your Life Club Mix) – 11:19
B1. "Let's Get Loud" (Castle Hill Club Mix) – 8:08
B2. "Let's Get Loud" (Kung Pow Radio Mix) – 3:57

## Xếp hạng
| Bảng xếp hạng (2000)                | Vị trí cao nhất |
| ----------------------------------- | --------------- |
| Úc (ARIA)                           | 9               |
| Áo (Ö3 Austria Top 40)              | 11              |
| Bỉ (Ultratop 50 Flanders)           | 7               |
| Bỉ (Ultratop 50 Wallonia)           | 21              |
| Pháp (SNEP)                         | 40              |
| Đức (GfK)                           | 13              |
| Ý (FIMI)                            | 6               |
| Hà Lan (Single Top 100)             | 3               |
| Tây Ban Nha (PROMUSICAE)            | 1               |
| Thụy Điển (Sverigetopplistan)       | 52              |
| Thụy Sĩ (Schweizer Hitparade)       | 10              |
| Hoa Kỳ Dance Club Songs (Billboard) | 39              |

| Năm  | Bảng xếp hạng            | Vị trí |
| ---- | ------------------------ | ------ |
| 2000 | Australian Singles Chart | 25     |

| Quốc gia | Chứng nhận |
| -------- | ---------- |
| Úc       | Bạch kim   |
| Hà Lan   | Vàng       |